# Symptoms (Atlas Genius)
Symptoms è un singolo del gruppo musicale statunitense Atlas Genius, il secondo estratto dal loro primo album When It Was Now, pubblicato il 3 maggio 2013.
Il brano era già stato inserito nell'EP Through the Glass, insieme al singolo del 2011 Trojans, un remix di quest'ultimo e Back Seat. Verranno poi tutti e tre inseriti nell'album di debutto della band, pubblicato nel febbraio 2013.

## Video musicale
Il video ufficiale del brano, diretto da Claire Marie Vogel, è stato pubblicato il 21 agosto 2012 in promozione dell'uscita di Through the Glass.

## Tracce
1. Symptoms – 3:20